# Havemorgenfrue
Havemorgenfrue (Calendula officinalis), også skrevet have-morgenfrue, er en enårig plante med opret vækst.

## Botanisk beskrivelse
Stænglerne er kraftige og behårede. Bladene sidder spredt og spiralstillet. De er helrandede og svagt behårede. Over- og undersider er ensartet grågrønne.
Blomstrer i juni-november. Blomsterne danner endestillede kurve med orangegule, tungeformede randkroner og mørkere, rørformede skivekroner. Ofte dyrkes kun fyldtblomstrede sorter med lutter tungeformede kroner. Frøene modner godt og spirer villigt på de rette voksesteder. Rodnettet er forholdsvist svagt.
Højde x bredde og årlig tilvækst: 0,70 x 0,25 m (70 x 25 cm/år).

## Hjemsted
Planten er udbredt fra middelhavsegnene via den anatolske højslette over Kurdistan til Iran.
Plantedelene bruges som naturmedicin på grund af indeholdet af bitterstoffer og antiseptisk virkende stoffer.

### Kulinarisk
Både blade og blomster af morgenfrue er spiselige, blomsterbladene giver kolorit til salater. Plantens blade kan have en sød smag, men er oftest bitre.

### Naturmedicin
Blomsterne indeholder mineraler (10 %), æteriske olier (0,2 %) som triterpener, flavonoider og karotenoider. På grund af indholdet af disse olier bruges planten antiseptisk, det vil sige mod betændelse fremkaldt af bakterier og svampe. I naturmedicinen bruges blade og blomster mod problemer med lever, livmoder, urinveje, fordøjelse og hud. Morgenfrue virker sammentrækkende på trods af det lave tannin-indhold. Endvidere bruges udtræk af planten vanddrivende, blodrensende, afførende og sveddrivende. (Se Det lægelige forbehold).